# Peter Ferdinand Funck
Peter Ferdinand Funck, född 1788, död 7 januari 1859, var en dansk violinist och dirigent. Han var bror till Frederik Christian Funck.
Funck anställdes 1803 som violinist i Det Kongelige Kapel, var konsertmästare 1836–49, i vilken egenskap han tillsammans med Johannes Frederik Frölich och Ivar Frederik Bredal dirigerade 1832–42 Musikforeningens konserter.